# Moengotapoe
Moengotapoe è un comune (ressort) del Suriname di 427 abitanti presso la foce del fiume Maroni poco lontano dal confine con la Guyana francese.